# Polyphlebium exsectum
Espèce
Polyphlebium exsectum est une fougère de la famille des Hyménophyllacées.

## Historique et position taxinomique
En 1837, Gustav Kunze décrit une première fois cette espèce, à partir de deux échantillons, l'un en provenance du Chili collecté par Hugh Cuming, l'autre de l'archipel Juan Fernández, sous le nom de Trichomanes exsectum.
En 1938, Edwin Bingham Copeland place dans le genre Vandenboschia : Vandenboschia exsecta (Kunze) Copel..
Èn 1974, Conrad Vernon Morton la replace dans le genre Trichomanes et en fait une espèce représentative de la section Lacosteopsis du sous-genre Trichomanes.
En 2006, Atsushi Ebihara et Jean-Yves Dubuisson transfèrent Trichomanes exsectum dans le genre Polyphlebium comme espèce représentative de ce genre.
Il existe donc seulement deux synonymes :
- Trichomanes exsectum Kunze,
- Vandenboschia exsecta (Kunze) Copel.

## Description
Cette espèce dispose des caractéristiques générales du genre :
- le rhizome, long et rampant, est d'environ 0,1 mm de diamètre, il porte d'abondants et denses poils brun-rougeâtre
- les frondes sont divisées deux fois, pouvant atteindre 35 cm de long sur 15 cm de large ; le pétiole est bordé d'une membrane ;
- les fausses nervures sont absentes ;
- le sore est campanulé, inséré à la base d'un segment du limbe.

## Distribution et habitat
Cette espèce est présente uniquement en Amérique du Sud tempérée : sud du Chili et archipel Juan Fernández.
Elle est tant épiphyte de troncs d'arbre que terrestre, des milieux humides et ombragés.